# Gilles Leroy
Gilles Leroy nació el 28 de diciembre de 1958 en Bagneux (Hauts-de-Seine), Francia. Es un escritor francés. 

## Biografía
Se licenció en Artes y Letras en 1977 e hizo un master en Literatura Moderna en 1979. Antes de dedicarse profesionalmente a la literatura, viajó por Estados Unidos y Japón, y ejerció el periodismo. Su género principal es la novela, especialmente temas biográficos e intimistas. En 2007 ganó el Premio Goncourt con la novela Alabama Song, narrada en primera persona y como un monólogo imaginario que cuenta la dura existencia de Zelda Fitzgerald, esposa del afamado escritor norteamericano Francis Scott Fitzgerald.

## Premios y reconocimientos
Ha logrado, entre otros:
- 1992 : Prix Nanterre de la nouvelle por Les Derniers seront les premiers.
- 1999 : Prix Valery Larbaud por Machines à sous.
- 2004 : Prix Millepages, Prix Cabourg por Grandir.
- 2005 : Chevalier des Arts et des Lettres.
- 2007 : Prix Goncourt por Alabama song.[4]

## Obras
Ha escrito abundantes y reconocidas obras.

### Novelas
(En francés, muchas aún sin traducir.)
- 1987 : Habibi.
- 1990 : Maman est morte.
- 1991 : Les Derniers seront les premiers.
- 1992 : Madame X, roman, (Mercure de France) ;
- 1994 : Les Jardins publics.
- 1996 : Les Maîtres du monde.
- 1998 : Machines à sous.
- 2000 : Soleil noir.
- 2002 : L'Amant russe.
- 2004 : Grandir.
- 2005 : Champsecret.
- 2007 : Alabama song.

### Teatro
- Le jour des fleurs
- Ange Soleil

### Otros escritos
- La guerre de Troie
- Eddy Wiggins, le Noir et le Blanc
- A propos de l'Amant russe
- Tristan Corbière
- Mon héros préféré
- André Gide voyage